# 이바라키현도 제295호선

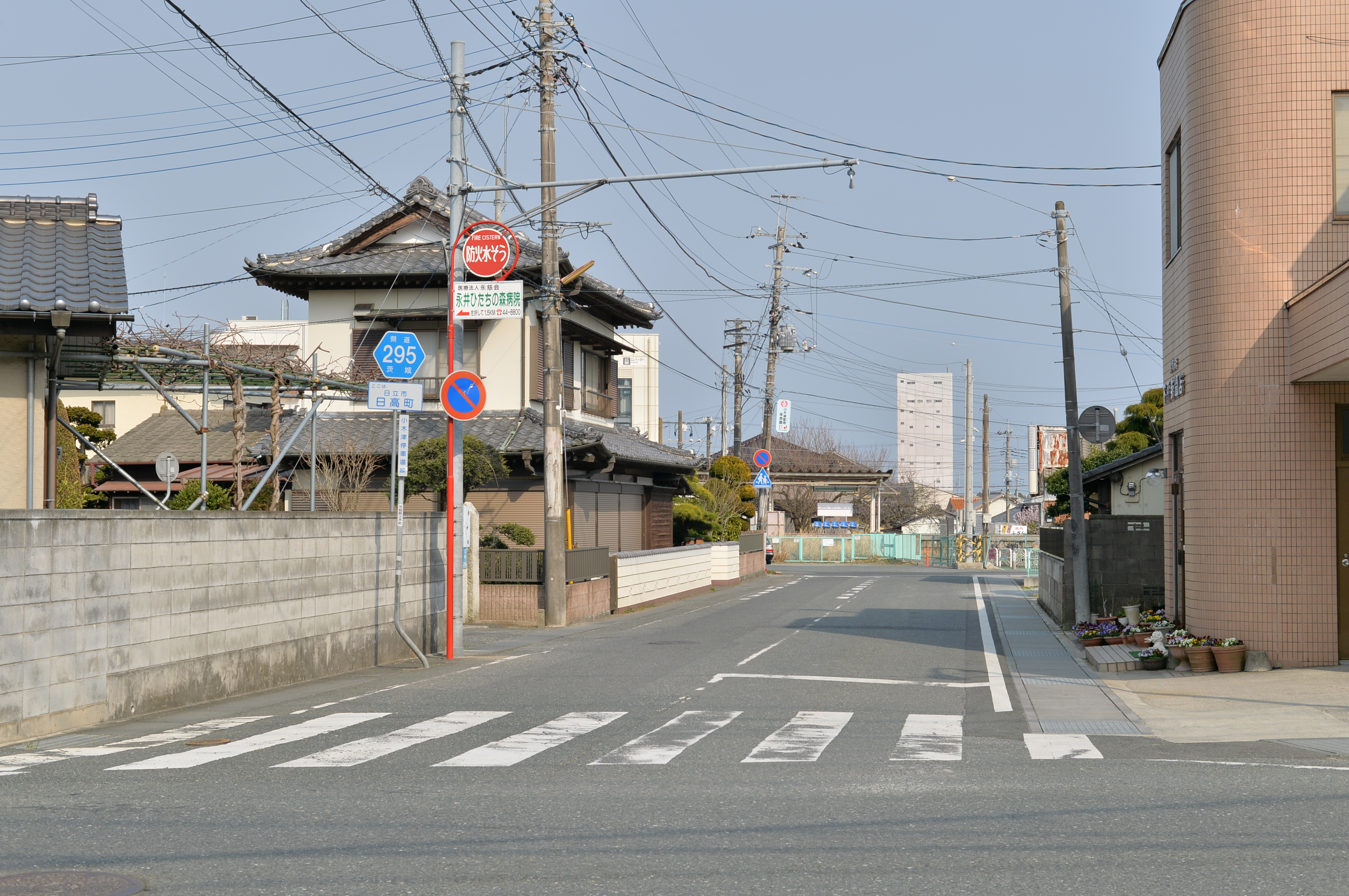
이바라키현도 제295호 오기쓰 정차장 선
히타치시 히다카정 1정목 앞에서 촬영. (2015년 3월)
오기쓰 역 서부 교차로에서 바라본 현도의 전경이다. 도로의 맨 끝자락에는 JR 오기쓰 역이 위치하고 있다.

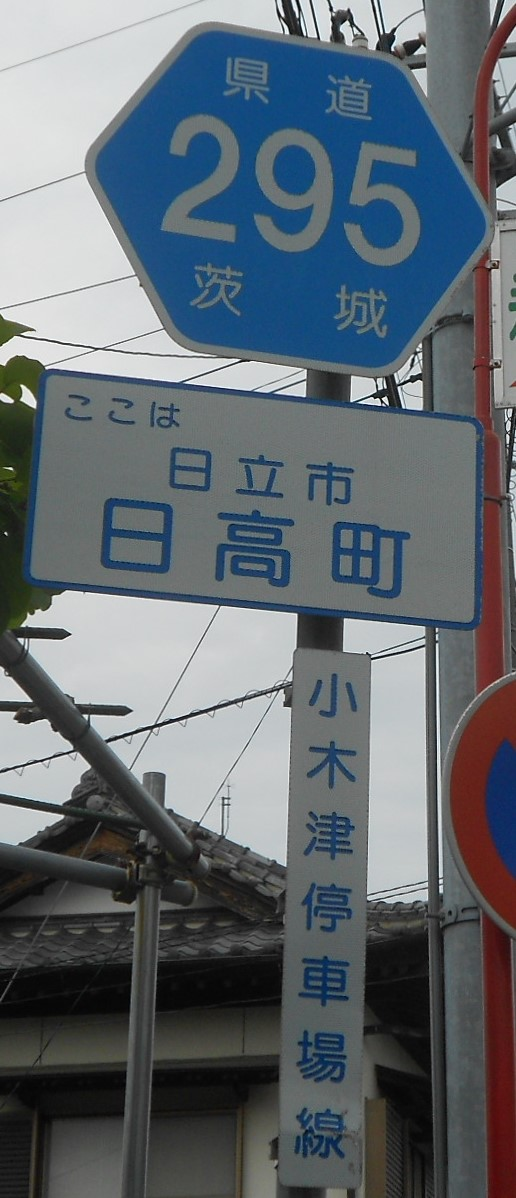
295번 이바라키현도의 현도 표지판

이바라키현도 제295호 오기쓰 정차장선(일본어: 茨城県道295号小木津停車場線은 이바라키현 히타치시 히다카정으로만 종단하는 일반현도이다. 그러나 이 도로 노선은 56m의 총 연장을 가지고 있지만 도보로 약 20초이면 금방 바로 갈 수 있는 거리이기도 하나 빨리 뛰어도 10초 안에 바로 도달되는 특색을 둔다.

## 노선 정보
- 기점 : 이바라키현 히타치시 오기쓰정 (오기쓰역 서측)
- 종점 : 이바라키현 히타치시 오기쓰정 (이바라키현도·후쿠시마현도 제10호선(일본어판)과 교차)
- 총 연장 : 56 m

## 지리
- 통과하는 지자체 : 히타치시
- 교차하는 도로 : 이바라키현도·후쿠시마현도 제10호선(일본어판) (히타치시 히다카정 1정목 앞)
- 연선 : JR 조반선 오기쓰역